# Hayao Kawai

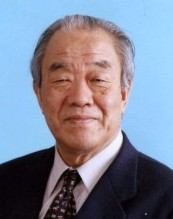
河合隼雄 Kawai Hayao

Hayao Kawai (japanisch 河合隼雄 Kawai Hayao; * 23. Juni 1928 im Landkreis Taki (heute Stadt Tamba-Sasayama), Präfektur Hyōgo; † 19. Juli 2007 in Tenri) war ein japanischer Psychologe. Er gilt als die führende japanische Autorität auf dem Gebiet der analytischen Psychologie sowie als Begründer des japanischen Jungianismus im Allgemeinen. Außerdem war er der Erste in Japan, der das von der Schweizer Psychoanalytikerin Dora Kalff weiterentwickelte und elaborierte Konzept der Sandspieltherapie anwendete. Viele Werke, die er als Autor verfasste, sind in Form von Gesprächen gehalten und dem japanischen Buddhismus gewidmet, siehe die Sammlungen von Dialogen mit dem buddhistischen Gelehrten Tanikawa Shuntarō. Er nahm ab 1982 an Eranos teil. Kawai war von 1995 bis 2001 Direktor des Internationalen Forschungszentrums für Japanstudien.

## Leben
Kawai war der fünfte von sieben Söhnen seiner Familie. Einer seiner Brüder ist der Primatenforscher Masao Kawai (1924–1921). Kawai war Absolvent der präfekturbetriebenen Hōmei-Oberschule Hyōgo (Hyōgo kenritsu Hōmei kōtō-gakkō, heute Hyōgo kenritsu Sasayama Hōmei kōtō-gakkō, Englisch „Hyogo Prefectural [Sasayama] Houmei High School“). Zunächst studierte er an der ehemaligen „höheren technischen Schule Kōbe“ (Kōbe kōtō kōgyō gakkō, engl. „Kobe Technical College“). Nachdem er dieses Studium beendet hatte, begann er an der Fakultät für Mathematik der Universität Kyōto zu studieren. Im Jahr 1952, nach seinem Abschluss, trat Kawai in sein Masterstudium ein, das er drei Jahre lang mit begleitendem Unterricht in Mathematik an einer höheren Schule kombinierte. Schon während seines Magistratsstudiums begann er sich für Psychologie zu interessieren und dieses Fach zu studieren. Hiernach war er als Dozent an der privaten Tenri-Universität tätig.
Nachdem er 1962 Assistenzprofessor an der Tenri-Universität geworden war, zog er von 1962 bis 1965, mit Erlaubnis der Universität, in die Schweiz, wo er sich als erster Japaner einer Jungianischen Ausbildung und Lehranalyse unterzog.
Bekanntheit erlangte er durch seine ersten Forschungen mit dem Rorschach-Test, hierzu befragte er etwa tausend Probanden. Als er sich bei seinem Studium mit der grundlegenden Monographie Die Rorschach-Methode von Bruno Klopfer auseinandersetzte, kamen ihm Zweifel an der Gültigkeit der darin dargelegten Schlussfolgerungen. Kawai nahm direkten Kontakt mit Klopfer auf, indem er ihm einen Brief schrieb, die auch der Beginn ihrer Bekanntschaft markierte.
Kawai erhielt 1959 ein Fulbright-Stipendium und ging an die University of California, (UCLA) nach Los Angeles, wo er unter der wissenschaftlichen Leitung von Klopfer und J. Marvin Spiegelman (1926–2017) arbeitete. Kawais kollektive Erfahrung in der Niederlage Japans im Zweiten Weltkrieg weckte sein Interesse an den westlichen Traditionen des rationalen Denkens.
Dank der intensiven wissenschaftlichen Arbeit, die während des Studiums der Rorschach-Technik zwischen Kawai und Klopfer mit der vollen Unterstützung des letzteren entstand, war es möglich, den Aufenthalt in den Vereinigten Staaten zu verlängern, was dazu führte, dass er und sein Betreuer eine gemeinsame Forschungsarbeit durchführten, bei der der Rorschach-Test zur Untersuchung der Psychologie nordamerikanischer indigener Völker verwendet wurde. Unter der Schirmherrschaft von Klopfer, der die engsten Verbindungen zu europäischen akademischen Kreisen hatte, ging Kawai 1962 nach Zürich, nachdem er beschlossen hatte, statt in den USA einen wissenschaftlichen Abschluss zu erwerben, die Forschung genau dort fortzusetzen, wo die Rorschach-Technik entwickelt worden war.
Dadurch wurde Hayao Kawai, der bis 1965 am C. G. Jung-Institut in Zürich arbeitete, sein Lehranalytiker war Carl Alfred Meyer, der erste Japaner, der mit der Jungschen Psychoanalyse vertraut wurde. Nach seiner Rückkehr nach Japan arbeitete er von 1972 bis 1992 als Lehrer an der Fakultät für Bildungswissenschaften der Universität Kyoto. Dort wurde er zum Doktor in der Pädagogik promoviert. Nach dem Verlassen der Universität arbeitete er auch an der Princeton University, wo er zu Gastvorlesungen eingeladen wurde, und leitete außerdem das „Internationale Forschungszentrum für japanische Kultur“ in Kyoto. Ferner bildete Kawai sich bei Dora M. Kalff in der Sandspieltherapie aus und kehrte nach Erhalt des Diploms 1965 nach Japan zurück. Später gründete er die „Japan Association of Sandplay Therapy“ und die „Japanese Society of Certified Clinical Psychologists“.
Im Jahr 1982 gewann Kawai mit The Japanese Psyche: Major Motifs in the Fairy Tales of Japan den Osaragi-Jirō-Preis und 1988 mit The Buddhist Priest Myoe: A Life of Dreams den Shincho-Preis für Künste und Wissenschaften.
Kawai war von 2002 bis 2006 Leiter der Kulturbehörde und Berater des Kultus- und Wissenschaftsministeriums (aus der englischen Übersetzung in das Deutsche Ministeriums für Bildung, Kultur, Sport, Wissenschaft und Technologie, 文部科学省 Mombu-Kagaku-shō, deutsch ‚Kultus- und Wissenschaftsministerium‘) und Teil einer persönlichen Beratergruppe des ehemaligen Premierministers Keizō Obuchi, „Initiatives of Japan in the 21st Century“. Zudem leistete er auf vielfältige Weise einen Beitrag in den Bereichen Politik und Bildung.
Kawai starb an den Folgen eines schweren Schlaganfalls.

## Werke (Auswahl)
- The Japanese psyche: major motifs in the fairy tales of Japan. (Mukashibanashi to Nihonjin no kokoro) translated by Sachiko Reece, ISBN 0-88214-368-9
- The Buddhist Priest Myōe: A Life of Dreams. translated by Mark Unno, ISBN 0-932499-62-7
- Dreams, Myths and Fairy Tales In Japan. translated by James G. Donat, ISBN 3-85630-544-0
- Buddhism and the art of psychotherapy. Texas A&M University Press, 1996, ISBN 1-60344-053-4
- Haruki Murakami Goes to Meet Hayao Kawai, ISBN 978-3-85630-764-6
- A Perspective. On Archetypes And The Japanese Consciousness. The Elder, Youth, Male, And Female Archetypes. Japan Review, 1997, 9: 3-27, auf nichibun.repo.nii.ac.jp
- The Transformation of Biblical Myths in Japan. Diogenes, 42(165) (1994) 49–66, DOI:10.1177/039219219404216504
- Harmonie im Widerspruch – Die Frau im japanischen Märchen. Daimon, Einsiedeln 1999, ISBN 978-3-85630-948-0
- Die Frauen um Prinz Genji – Eine japanische Geschichte voller Weisheit. Hallenberger Media, Altenau 2020, ISBN 978-3-85630-971-8